# Grote Prijs van Kayseri
De Grote Prijs van Kayseri is een wielerwedstrijd die jaarlijks in en rond het Turkse Kayseri wordt verreden. De wedstrijd zou in 2020 voor het eerst plaatsvinden, maar werd geannuleerd wegens de coronapandemie. De eerste drie edities werden gewonnen door Anatolij Boedjak, in 2024 kroonde Benjamin Dyball zich tot opvolger.

## Lijst van winnaars
| Jaar | Eerste           | Tweede                | Derde               |
| ---- | ---------------- | --------------------- | ------------------- |
| 2021 | Anatolij Boedjak | Jambaljamts Sainbayar | Metkel Eyob         |
| 2022 | Anatolij Boedjak | Metkel Eyob           | Akramjon Sunnatov   |
| 2023 | Anatolij Boedjak | Anton Kuzmin          | Halil Ibrahim Doğan |
| 2024 | Benjamin Dyball  | Burak Abay            | Petros Mengs        |

### Meervoudige winnaars
| Overwinningen | Renner           | Land     | Jaren            |
| ------------- | ---------------- | -------- | ---------------- |
| 3             | Anatolij Boedjak | Oekraïne | 2021, 2022, 2023 |

### Overwinningen per land
| Overwinningen | Land      |
| ------------- | --------- |
| 3             | Oekraïne  |
| 1             | Australië |